# Diana Kovacheva
Pour les articles homonymes, voir Kovacheva.
Diana Kovacheva (Диана Ковачева, en bulgare), née le 16 juillet 1975 à Sofia, est une juriste et femme politique bulgare. Elle a été ministre de la Justice de Bulgarie entre le 30 novembre 2011 et le 12 mars 2013.

## Biographie
En 1998, elle obtient une maîtrise de droit à l'université Saint-Clément d'Ohrid de Sofia et devient avocate. 
Elle passe ensuite un an en stage au ministère de la Justice et intègre, en 2000, l'institut de sciences juridiques de l'académie des sciences, avant de retourner, en 2001, au ministère, comme juriste à la direction de la Coopération internationale. Nommée directrice de Transparency International en Bulgarie en 2002, elle se perfectionne en droit communautaire à l'université de Nancy II, entre 2006 et 2008.
Elle est choisie comme nouvelle ministre de la Justice le 21 novembre 2011, en remplacement de Margarita Popova, élue vice-présidente de Bulgarie, le Premier ministre Boïko Borissov vantant alors « une professionnelle respectée des institutions de l'Union européenne ». Ce choix est ratifié neuf jours plus tard par l'Assemblée nationale, par 109 voix contre 44.
Elle est remplacée, le 12 mars 2013, par Dragomir Yordanov (bg).